# لازا (قبله)
لازا (به لاتین: Laza) یک منطقه مسکونی در جمهوری آذربایجان است که در شهرستان قبله واقع شده است. لازا ۱۰۲۵ نفر جمعیت دارد.